# Втрати у боях під Попасною
У статті наведено поіменні втрати у боях під Попасною.

## Україна

### 2014-2019
| Прізвище, ім'я, по-батькові        | Звання           | Дата смерті       | Формування      | Місцевість        | Обставини |
| ---------------------------------- | ---------------- | ----------------- | --------------- | ----------------- | --- |
| Блозва Костянтин Васильович        | солдат           | 18 липня 2014     | «Донбас»        | Попасна           | Загинув у бою із терористами при штурмі Попасної.                                                                 |
| Бохонько Сергій Сергійович         | солдат           | 18 липня 2014     | «Донбас»        | Попасна           | Смертельно поранений у бою із терористами при штурмі Попасної. Помер не приходячи до тями у лікарні Артемівська.  |
| Черняк Ігор Васильович             | солдат           | 18 липня 2014     | «Донбас»        | Попасна           | Загинув у бою із терористами при штурмі Попасної.                                                                 |
| Чабан Андрій Олександрович         | сержант          | 24 липня 2014     | 140 ЦСпП        | Первомайськ       | КамАЗ потрапив під перехресний вогонь із засідки. Загинув від кулі снайпера.                                      |
| Кобернюк Василь Іванович           | сержант          | 24 липня 2014     | 140 ЦСпП        | Первомайськ       | КамАЗ потрапив під перехресний вогонь із засідки.                                                                 |
| Черкасов Володимир Юрійович        | сержант          | 24 липня 2014     | 140 ЦСпП        | Первомайськ       | КамАЗ потрапив під перехресний вогонь із засідки.                                                                 |
| Якимчук Тарас Володимирович        | солдат           | 24 липня 2014     | 8 ОП СпП        | Первомайськ       | КамАЗ потрапив під перехресний вогонь із засідки. Дістав поранення, помер під час евакуації гелікоптером.         |
| Мамлай Олександр Анатолійович      | солдат           | 26 вересня 2014   | 128 ОГПБр       | Попасна           | Загинув при виконанні бойового завдання.                                                                          |
| Головін Дмитро Володимирович       | старший солдат   | 1 лютого 2015     | 17 ОТБр         | Троїцьке          | Загинув на ВОП «Саша» під час штурму окупаційних військ.                                                          |
| Человський Дмитро Миколайович      | сержант          | 1 лютого 2015     | 17 ОТБр         | Троїцьке          | Загинув на ВОП «Саша» під час штурму окупаційних військ.                                                          |
| Осташевський Олексій Сергійович    | молодший сержант | 1 лютого 2015     | 17 ОТБр         | Троїцьке          | Загинув на ВОП «Єгер», підтримуючи вогнем танку ВОП «Саша» під час штурму окупаційних військ. Танк підбитий ПТКР. |
| Денисюк Василь Захарович           | молодший сержант | 1 лютого 2015     | 17 ОТБр         | Троїцьке          | Загинув на ВОП «Єгер», підтримуючи вогнем танку ВОП «Саша» під час штурму окупаційних військ. Танк підбитий ПТКР. |
| Ткачук Костянтин В'ячеславович     | молодший сержант | 1 лютого 2015     | 17 ОТБр         | Троїцьке          | Загинув на ВОП «Єгер», підтримуючи вогнем танку ВОП «Саша» під час штурму окупаційних військ. Танк підбитий ПТКР. |
| Кеня Денис Васильович              | молодший сержант | 13 березня 2015   | 15 ОМПБ         | с. Новозванівка   | Загинув у селі через сварку з місцевим жителем.                                                                   |
| Горкун Роман Владиславович         | солдат           | 3 лютого 2017     | 17 ОТБр         |                   | Помер від поранень.                                                                                               |
| Маленко Олександр Андрійович       | солдат           | 24 березня 2017   | 17 ОТБр         |                   | загинув від мінно-вибухової травми                                                                                |
| Павлів Володимир Віталійович       | сержант          | 24 березня 2017   | 24 ОМБр         | Новоолександрівка | |
| Майборода Денис Анатолійович       | сержант          | 30 квітня 2017    | 131 ОРБ         | Катеринівка       | |
| Доброшинський Ростислав Русланович | старший солдат   | 1 серпня 2017     | 8 ОГШБ          | Новозванівка      | |
| Добровольський Андрій Омелянович   | солдат           | 17 листопада 2017 | 8 ОГШБ          | Троїцьке          | внаслідок обстрілу позицій                                                                                        |
| Мальцев Володимир Анатолійович     | молодший сержант | 2 грудня 2017     | 54 ОМБр         |                   | помер від поранень                                                                                                |
| Дубей Іван Омелянович              | старший солдат   | 7 грудня 2017     | 8 ОГШБ          |                   | помер від поранень                                                                                                |
| Сорокодзюба Іван Михайлович        | старший солдат   | 19 грудня 2017    | «Чернігів-1»    | Новотошківське    | |
| Хлівний Богдан Геннадійович        | старший солдат   | 4 грудня 2018     | 14 ОМБр         | Новозванівка      | |
| Мілютін Олександр Анатолійович     | молодший сержант | 2 квітня 2019     | 46 ОШБ «Донбас» | Новозванівка      | |
| Червона Яна Михайлівна             | старший солдат   | 2 квітня 2019     | 46 ОШБ «Донбас» | Новозванівка      | |
| Безверхній Антон Вікторович        | солдат           | 14 травня 2019    | 46 ОШБ «Донбас» | Новозванівка      | |
| Степанченко Борис Миколайович      | солдат           | 27 травня 2019    | 54 ОМБр         | Попасна           | |
| Карлаш Олексій Анатолійович        | молодший сержант | 23 червня 2019    | 54 ОМБр         | Попасна           | |

### 2022
- Веклюк Василь Йосипович (1962—2022) — солдат Збройних Сил України, учасник російсько-української війни, що загинув у ході російського вторгнення в Україну в 2022 році.
- Положевич Олександр Олександрович (1989—2022) — старший солдат Збройних Сил України, учасник російсько-української війни, що загинув у ході російського вторгнення в Україну в 2022 році.

20 березня 2022
- Пилюк Олег Миколайович (1993—2022) — старший сержант Збройних Сил України, учасник російсько-української війни, що загинув у ході російського вторгнення в Україну.
- Шарлай Костянтин Петрович (1973—2022) — солдат Збройних Сил України, учасник російсько-української війни, що загинув у ході російського вторгнення в Україну.

21 березня 2022
- Дельцов Леонід Олександрович (1979—2022) — солдат Збройних Сил України, учасник російсько-української війни, що загинув у ході російського вторгнення в Україну.
- Новак Олександр Іванович (1979—2022) — молодший сержант Збройних Сил України, учасник російсько-української війни, що загинув у ході російського вторгнення в Україну в 2022 році.
- Пиглюк Михайло Романович (1981—2022) — сержант Збройних Сил України, учасник російсько-української війни, що загинув у ході російського вторгнення в Україну в 2022 році.
- Тітик Ростислав Петрович (1994—2022) — старший лейтенант Збройних Сил України, учасник російсько-української війни, що загинув у ході російського вторгнення в Україну в 2022 році.

23 березня 2022
- Дзизюк Олексій Іванович (1974—2022) — старший солдат Збройних Сил України, учасник російсько-української війни, що загинув у ході російського вторгнення в Україну в 2022 році.
- Сафроненко Юрій Юрійович (1979—2022) — старший сержант Збройних Сил України, учасник російсько-української війни, що загинув у ході російського вторгнення в Україну в 2022 році.

24 березня 2022
- Кіхтяк Ігор Ярославович (1971—2022) — солдат Збройних Сил України, учасник російсько-української війни, що загинув у ході російського вторгнення в Україну в 2022 році.

3 квітня 2022
- Задирака Владислав Анатолійович (1997—2022) — солдат Збройних Сил України, учасник російсько-української війни, що загинув у ході російського вторгнення в Україну в 2022 році.

6 квітня 2022
- Горковчук Максим Вікторович (1980—2022) — старший лейтенант Збройних Сил України, учасник російсько-української війни, що загинув у ході російського вторгнення в Україну в 2022 році.

8 квітня 2022
- Ільков Олександр Володимирович (1975—2022) — сержант Збройних Сил України, учасник російсько-української війни, що загинув у ході російського вторгнення в Україну.

10 квітня 2022
- Гапон Ярослав Михайлович (2000—2022) — солдат Збройних Сил України, учасник російсько-української війни, що загинув у ході російського вторгнення в Україну в 2022 році.

6 травня 2022
- Максимов Микола Валерійович (1987—2022) — український військовий, сержант 15-го окремого мотопіхотного батальйону «Суми» 58-мої окремої мотопіхотної бригади імені гетьмана Івана Виговського Збройних Сил України, що загинув під час російського вторгнення в Україну 2022 року.

#### Березень
1. Веклюк Василь Йосипович (1962-2022) - солдат Збройних Сил України, учасник російсько-української війни, що загинув 16 березня 2022 року під містом у ході російського вторгнення в Україну в 2022 році.
2. Лигун Андрій Федорович (1961—2022) — старший солдат Збройних Сил України, учасник російсько-української війни, що загинув 8 березня 2022 року в ході російського вторгнення в Україну.
3. Максимов Микола Валерійович (1987—2022) — український військовий, сержант 15-го окремого мотопіхотного батальйону «Суми» 58-мої окремої мотопіхотної бригади імені гетьмана Івана Виговського Збройних Сил України, що загинув 6 травня 2022 року в боях за місто під час російського вторгнення в Україну 2022 року.
4. Минів Василь Ярославович (1985—2022) — солдат Збройних Сил України, учасник російсько-української війни, що загинув 13 березня 2022 року в ході російського вторгнення в Україну в 2022 році.
5. Касяненко Віталій Васильович (1992—2022) — капітан Збройних Сил України, учасник російсько-української війни, що загинув у ході російського вторгнення в Україну в 2022 році.
6. Кіхтяк Ігор Ярославович (1971—2022) — солдат Збройних Сил України, учасник російсько-української війни, що загинув 24 березня 2022 року в ході російського вторгнення в Україну.
7. Крохмальний Роман Романович (1996—2022) — український громадський діяч, старший солдат Збройних Сил України, учасник російсько-української війни, що загинув 20 березня 2022 року в ході російського вторгнення в Україну.
8. Тітик Ростислав Петрович (1994—2022) — старший лейтенант Збройних Сил України, учасник російсько-української війни, що загинув 21 березня 2022 року під містом у ході російського вторгнення в Україну в 2022 році.
9. Дух Володимир Богданович (1993—2022) — український громадський діяч, солдат Збройних Сил України, учасник російсько-української війни, що загинув 21 березня 2022 року в ході російського вторгнення в Україну.
10. Дзизюк Олексій Іванович (1974—2022) — старший солдат Збройних Сил України, учасник російсько-української війни, що загинув 23 березня 2022 року в ході російського вторгнення в Україну в 2022 році.
11. Сафроненко Юрій Юрійович (1979—2022) — старший сержант Збройних Сил України, учасник російсько-української війни, що загинув 23 березня 2022 року в ході російського вторгнення в Україну в 2022 році.

#### Квітень
1. Задирака Владислав Анатолійович (1997-2022) — солдат Збройних Сил України, учасник російсько-української війни, що загинув 3 квітня 2022 року в ході російського вторгнення в Україну.
2. Ільков Олександр Володимирович (1975-2022) — сержант Збройних Сил України, учасник російсько-української війни, що загинув 8 квітня 2022 року в ході російського вторгнення в Україну.

3. Школярчук Олександр Анатолійович (1987-2022) - молодший лейтенант Збройних Сил України командир ІІ розвідувального взводу розвідувальної роти, учасник російсько-української війни, що загинув 18 квітня 2022 року в ході російського вторгнення в Україну.
4. Клименко Олександр Анатолійович -  солдат Збройних Сил України, учасник російсько-української війни, що загинув 14 квітня 2022 року в ході російського вторгнення в Україну.

#### Травень
1. Калінченко Володимир Володимирович (1972-2022) — солдат Збройних Сил України, учасник російсько-української війни, що загинув 1 травня 2022 року в ході російського вторгнення в Україну[1].
2. Меделян Георгій Миколайович (1979-2022) — солдат Збройних Сил України, учасник російсько-української війни, що загинув 2 травня 2022 року в ході російського вторгнення в Україну[2].
3. Геліконов Володимир Сергійович (1996-2022) — старший солдат Збройних Сил України, учасник російсько-української війни, що загинув 4 травня 2022 року в ході російського вторгнення в Україну[3][4].
4. Моїсеєнко Олександр Олександрович (1980-2022) — старший солдат Збройних Сил України, учасник російсько-української війни, що загинув 7 травня 2022 року в ході російського вторгнення в Україну[5]